# Tom Taylor
Tom Taylor (Bishopwearmouth, 19 ottobre 1817 – Londra, 12 luglio 1880) è stato un critico letterario e scrittore inglese. Fra le sue numerose attività è stato anche direttore della rivista Punch.

## Biografia
Nato in una facoltosa famiglia a Bishopwearmouth, una cittadina nel nord-est dell'Inghilterra, dopo una brillante carriera scolastica dove frequenta l'università di Glasgow (senza tuttavia terminare gli studî), entra al Trinity College e successivamente all'Università di Cambridge nel 1837. Iniziò la sua carriera professionale come giornalista trasferendosi a Londra dove iniziò a collaborare con il Morning Chronicle e con il Daily News. Nel 1840 ottiene dei riconoscimenti per la sua bravura nei testi classici e nella matematica. Le sue opere teatrali videro l'interessamento di attrici importanti dell'epoca come Lillie Langtry e critici come Oscar Wilde. Molti dei suoi lavori furono adattati per lo schermo, soprattutto all'epoca del muto.

## Opere
Egli ha scritto più di 100 racconti nella sua vita:
- Masks and Faces (1852)
- Plot and Passion (1853)
- Still Waters Run Deep (1855)
- Victims (1857)
- Our American Cousin (1858)
- The Contested Election (1859)
- The Overland Route (1860)
- The Ticket-of-Leave Man (1863)
- Mary Warner (1869)
- The Fool's Revenge (1869)
- 'Twixt Axe and Crown (1870)
- Joan of Arc (1871)
- Arkwright's Wife (1873)
- Lady Clancarty (1874)
- Anne Boleyn (1875)